# Aeródromo de Acaponeta
El Aeródromo de Acaponeta (Código OACI: MM02 – Código DGAC: ACP) es un pequeño aeropuerto ubicado al suroeste de la ciudad de Acaponeta, Nayarit y es operado por el ayuntamiento de Acaponeta. Cuenta con una pista de aterrizaje de 1,200 metros de largo y 17 metros de ancho, una plataforma de aviación de 800 metros cuadrados (20m x 40m) y un pequeño hangar. Actualmente solo opera aviación general.
En 2016 el ayuntamiento de Acaponeta firmó un contrato de comodato con Cesavenay para usar las instalaciones del aeródromo en la construcción de instalaciones y equipamiento necesarios para la liberación de especímenes estériles de mosca de la fruta con el fin de beneficiar a productores agrícolas en la región.